# Ptyelus inconspicuus
Ptyelus inconspicuus är en insektsart som beskrevs av William Lucas Distant 1908. Ptyelus inconspicuus ingår i släktet Ptyelus och familjen spottstritar. Inga underarter finns listade i Catalogue of Life.